# Veintiocho de Julio (Metro de Lima y Callao)
Veintiocho de Julio será la decimosexta estación de la línea 1 y la línea 2 del Metro de Lima y Callao. Estará ubicada en la intersección de las avenidas Aviación y Veintiocho de Julio, en el distrito de La Victoria. Se tiene previsto su inauguración general en 2026.
Según el director ejecutivo del AATE, Carlos Ugaz, señaló que se construirá la estación por "un problema de planificación". Dicha estación estará ubicada a 300 metros a cada lado de las otras estaciones de la línea 1, Miguel Grau y Gamarra.
La estación entraría en operación en 2022. Sin embargo, se tiene previsto su inauguración a mediados de 2026 o posteriormente.
En el exterior la estación, se encuentra el punto turístico Parque del Migrante José María Arguedas.
Estará ubicada en el cruce de la avenidas 28 de Julio y Aviación.

## Desarrollo
El 26 de febrero de 2022, se firmó el acta de entrega del área de la concesión correspondiente a la estación Veintiocho de Julio (E-16) del contrato de concesión del proyecto Línea 2 y Ramal Avenida Elmer Faucett-Avenida Coronel Néstor Gambetta de la Red Básica del Metro de Lima y Callao. 
Tras varios meses de gestión, la Dirección General de Programas y Proyectos de Transportes del MTC, que dirige Bartolomé Cueva, logró entregar al concesionario el terreno donde se ubica la mencionada estación. Ello permitirá seguir con la ejecución de ese paradero y la futura conexión con la Línea 1.
En 2023, se estableció que construirá una nueva infraestructura a 600 metros de la actual estación de la Línea 1 para facilitar su traslado.
En septiembre de 2023, la tuneladora ‘Delia’ llega a la estación Veintiocho de Julio con el derribo de un muro de concreto. En abril de 2024, se informó que las obras civiles de la estación tiene un avance de 90%. En septiembre de 2024, se informó que tiene un avance en obras civiles de 96% 